# سیارک ۱۵۵۰۶
سیارک ۱۵۵۰۶ (به انگلیسی: 15506 Preygel، نامگذاری:1999RX132) پانزده هزار و پانصد و ششمین سیارک کشف شده‌است که در ۹ سپتامبر ۱۹۹۹ کشف شد.
قدر مطلق سیارک برابر ۱۷.۰ است.